# Брацлавський полк
Брацлавський полк — адміністративно-територіальна і військова одиниця Правобережної України створена 1648 року. Полковий центр — місто Брацлав.
Межував з Молдавським князівством, татарським степом, Річчю Посполитою, а також із Кальницьким та Уманським полками.
Сотенні центри були розміщені в містечках понад Кучманським шляхом для перетину татарських вторгнень.
1649 року до полку входило 22 сотні. До 1654-го кількість сотень скоротилася майже вполовину — до 12, адже після підписання Білоцерківської угоди Військо Запорозьке втратило західні території на користь Речі Посполитої.
1667 року, після Андрусівського перемир'я, територія Брацлавського полку перейшла до Польщі.
У 1685 році польський сейм прийняв ухвалу про поновлення на території колишніх українських полків козацтва з усіма його правами та вольностями. Внаслідок цього правобережні полки було відроджено, почалось швидке заселення території людьми, що прибували сюди з інших українських земель. Полк було відновлено Андрієм Абазином.
У 1711–1712 роках за наказом російської влади більшу частину козаків та цивільних мешканців було силою переселено на Лівобережжя, а полк ліквідовано разом з іншими правобережними полками.